# Robert Kiesel
Robert Allan Kiesel, detto Bob (Sacramento, 30 agosto 1911 – Boise, 6 agosto 1993), è stato un velocista statunitense.

## Palmarès
Giochi olimpici
- 1 medaglia:
  - 1 oro (staffetta 4×100 metri maschile a Los Angeles 1932).